# Рокоссовский, Якуб
Якуб Рокоссовский (1524 — 1580) — сын Мацея-Элиаша Рокоссовского и самый известный представитель рода. Высшее образование получил в Германии во Франкфурте-на-Одере. В 1559—1569 гг — подсудок познанский, староста остшешовский (1569—1580), каштелян щремский (1572—1578), подскарбий надворный (1574—1578) и подскарбий великий коронный (1578—1580). В 1557 году получил от короля Зыгмунта Августа в пожизненное владение весь Попелево в валэцком повете. Якуб Рокоссовский состоял в родстве с влиятельнейшими магнатско-шляхетскими родами: Остророгами, Фирлеями, Опалинскими, Лещинскими и др.